# Петер Кохер
Петер Кохер (нім. Peter Kocher; 23 червня 1939 — 16 березня 2025) — швейцарський астроном-аматор з кантона Фрібур, першовідкривач 130 астероїдів.

## Біографія
| 18 названих астероїдів з-поміж 130, відкритих Петером Кохером: | 18 названих астероїдів з-поміж 130, відкритих Петером Кохером: |
| -------------------------------------------------------------- | -------------------------------------------------------------- |
| 129342 Епанд                                                   | 5 листопада 2005                                               |
| 145562 Цурбрігген                                              | 24 липня 2006                                                  |
| 157640 Баумелер                                                | 11 грудня 2006                                                 |
| 159351 Леонпаскаль                                             | 10 березня 2007                                                |
| 164585 Еномаос                                                 | 13 липня 2007                                                  |
| 164586 Арлет                                                   | 14 липня 2007                                                  |
| 175476 Машре                                                   | 4 вересня 2006                                                 |
| 188894 Gerberlouis                                             | 15 грудня 2006                                                 |
| 207385 Максу                                                   | 4 вересня 2005                                                 |
| 218998 Наві                                                    | 3 травня 2008                                                  |
| 221712 Молесон                                                 | 10 березня 2007                                                |
| 221908 Агастроф                                                | 21 серпня 2008                                                 |
| 242648 Фрібур                                                  | 13 липня 2005                                                  |
| 246167 Йоскон                                                  | 5 вересня 2007                                                 |
| 251485 Буа-д'Амон                                              | 2 березня 2008                                                 |
| 294295 Бродардмарк                                             | 11 листопада 2007                                              |
| 341826 Аурельбаєр                                              | 10 січня 2008                                                  |
| 352333 Сільвівоклер                                            | 11 листопада 2007                                              |

У 1970 році Петер Кохер здобув ступінь бакалавра з чотирьох спеціальностей на факультеті природничих наук Університету Фрібура. Потім до 2004 року він викладав географію в Коледжі Сен-Круа у Фрібурі. Захопившись астрономією, він розпочав свої дослідження з астрометрії астероїдів після розширення Епандської обсерваторії. З 2005 року він спеціалізувався на дослідженні астероїдів і присвячував цьому близько 200 ночей спостережень на рік.
2 жовтня 2005 Петер Кохер відкрив свій перший астероїд, підтверджений Центром малих планет. Він назвав його Епанд, на честь місця розташування обсерваторії.
У травні 2012 Петер Кохер присвятив свій одинадцятий підтверджений астероїд кантону та місту Фрібур, назвавши відкритий ним у 2005 році астероїд Фрібур.
До 2015 року він здійснив понад 27 000 вимірювань і відкрив 291 новий астероїд, з яких 130 підтверджені Центром малих планет, а 18 вже отримали назви.

## Відзнаки
- Почесний доктор Фрібурзького університету (2013)[5].
- На честь науковця названий астероїд 115950 Кохерпетер[9].